# Goljama bara
Goljama bara (bulgariska: Голяма бара) är ett distrikt i Bulgarien.   Det ligger i kommunen Obsjtina Kărdzjali och regionen Kărdzjali, i den centrala delen av landet, 190 km sydost om huvudstaden Sofia.